# Хохряков, Пётр Александрович
Пётр Алекса́ндрович Хохряко́в (род. 16 января 1990, Нижнекамск, Татарская АССР) — российский хоккеист, нападающий клуба КХЛ «Салават Юлаев». Воспитанник нижнекамского «Нефтехимика», за который выступал с 2008 по 2015 годы. В сезоне 2014/15 стал обладателем Кубка Гагарина. Выступал за молодёжную, вторую и национальную сборную России.

## Карьера

### Ранние годы и становление игрока
Начал заниматься хоккеем в пять лет. В спортивную школу «Нефтехимика» его записала мама, хотя по словам Петра, он больше склонялся к занятию футболом. Первыми тренерами нападающего были Виль Фахрутдинов и Вячеслав Романов. С 2005 по 2008 год Хохряков играл в команде «Нефтехимик-2», выступающей в Первой лиге. В сезоне 2008/09 «Нефтехимик» вызвал Петра из фарм-клуба для игры за основную команду. Он дебютировал в КХЛ 9 декабря 2009 года, в матче против московского «Динамо». Хохряков не набрал результативных баллов, но по словам главного тренера нижнекамской команды Владимира Крикунова, игра молодого нападающего его порадовала. В дальнейшем игрок провёл ещё 7 матчей за «Нефтехимик», после чего был отправлен в клуб Высшей лиги «Нефтяник» (Лениногорск), где играл до конца сезона.
Сезон 2009/10 Хохряков начал играть в только созданной Молодёжной хоккейной лиги (МХЛ) в составе «Реактора». Нападающий набрал за первые три матча четыре очка, чем заслужил вызов в основную команду. В «Нефтехимике» стал регулярно попадать в состав. Первую шайбу в КХЛ нападающий забросил 27 января 2010 года в матче против «Торпедо», реализовав численное большинство. Этот гол стал для Хохрякова единственным в сезоне. По окончании сезона Пётр принял участие в трёх матчах плей-офф, в которых не отметился результативностью. Из «Нефтехимика» Хохряков был отправлен для усиления в «Реактор». Однако, нападающий провёл в плей-офф МХЛ только два матча перед тем как нижнекамцы уступили «Кузнецким медведям».
Следующий сезон нападающий начал в МХЛ. Хохряков показывал результативную игру, что способствовало его приглашению в состав сборной МХЛ — «Красные Звёзды», которой предстояло провести серию матчей в Северной Америке. Позже игрок принял участие в составе «Звёзд» в товарищеских матчах со сборной Польши. В составе «Реактора» партнёрами Хохрякова по звену были братья Альшевские — Станислав и Ярослав. По ходу сезона Хохрякова несколько раз привлекали для игры в основной команде. Суммарно за сезон Хохряков провёл 11 матчей в «Нефтехимике», в которых набрал 4 (2+2) очка.
Сезон 2011/12 Хохряков начал в «Нефтехимике». Старт сезона сложился для нападающего неудачно: в восьми матчах он не набрал ни одного очка. Пётр был отзаявлен из «Нефтехимика» и дозаявлен в «Реактор». В МХЛ нападающий демонстрировал результативный хоккей, набирая немногим меньше очка за игру. В марте 2012 года Хохряков перешёл в клуб Высшей хоккейной лиги (ВХЛ) «Дизель». Хохряков показывал качественный уровень игры, и по итогам одной из недель был признан лигой лучшим снайпером. В плей-офф нападающий продолжил удачное выступление за «Дизель». Хохряков забросил 8 шайб в 13 матчах, став тем самым лучшим снайпером розыгрыша.

### «Нефтехимик» и СКА
После удачного плей-офф в ВХЛ Хохряков вернулся в «Нефтехимик». Нападающий стал стабильно играть за родной клуб, несмотря на критику со стороны главного тренера Владимир Голубович на действия его звена с Альшевскими. 28 января 2013 года в матче против «Авангарда» Хохряков подрался с финским защитником соперника Ансси Салмела. Победу в рукопашном бою одержал финский игрок. Сам бой был включён КХЛ в пятёрку лучших в сезоне. По итогам сезона «Нефтехимик» сумел выйти в плей-офф. Однако, соперник первого раунда «Ак Барс» стал непреодолимым для нижнекамцев. Подводя итоги сезона, Голубович отмечал игру Хохрякова, которая отличалась наибольшей стабильностью. В начале марта 2013 года Хохряков заключил новое двухлетнее соглашение с клубом.
В следующем сезоне результативность Хохрякова сохранилась на прежнем уровне. «Нефтехимик» не вышел в плей-офф, и Петру вместе с командой предстояло принять участие в розыгрыше Кубке Надежды. В этом соревновании нижнекамцы дошли до четвертьфинала, где уступили «Трактору». Хохряков отметился в розыгрыше только одной заброшенной матче. В сезоне 2014/15 нападающий сумел качественно улучшить свою игру и показатели результативности. К игроку стали проявлять интерес лидеры чемпионата. В декабре 2014 года «Нефтехимик» обменял Хохрякова в СКА на нападающего Игоря Макарова.
Хохряков дебютировал в СКА в товарищеском матче против шведского клуба «Альмтуна» (4:1). В этой игре Хохряков забросил две шайбы. В официальных же матчах за СКА игроку отличиться в сезоне не удалось. Хохряков играл в звене с Романом Червенкой и Джимми Эрикссоном, взаимопонимание с которыми было ограниченно плохим знанием английского языка у россиянина. Но несмотря на низкую результативность тройки Хохрякова, СКА завоевал Кубок Гагарина. Хохряковстал первым воспитанником «Нефтехимика», ставшим обладателем чемпионского Кубка. 26 июня он привёз завоёванный им Кубок Гагарина в родной Нижнекамск.
По окончании сезона в СМИ появилась информация о возможном возвращении Хохрякова в «Нефтехимик». Однако, в СКА опровергали появляющиеся на эту тему сообщения. Вскоре появилась информация, что СКА продлил контракт с Хохряковым на два года. По мнению вице-президента СКА Романа Ротенберга, Хохряков показал себя игроком готовым работать и добиваться результата, что и нужно клубу.

### В сборной
В феврале 2009 года Хохряков вошёл в состав студенческой сборной России для участия в зимней Универсиаде 2009 года, проходившей в Харбине. Состав комплектовался на базе игроков клубов Татарстана. По итогам турнира российская сборная завоевала золотые медали. Свой вклад в победу внёс и Хохряков, заработав 7 (3+4) очков в шести матчах.
В июле того же года Хохряков был приглашён на сбор молодёжной сборной России. С 11 по 15 августа Хохряков принимал участие в товарищеских матчах в США. В итоге нападающий сумел попасть в заявку сборной России для участия на молодёжном чемпионате мира 2010 года. Турнир сложился для российской сборной неудачно: она заняла только шестое место. Хохряков на первенстве мира провёл 6 матчей, в которых забросил одну шайбу и отдал две результативные передачи.
4 декабря 2012 Хохряков был вызван во вторую сборную России для участия в товарищеских матчах со сборной Германии. Если первую игру россияне выиграли со счётом 1:0 по буллитам, то во втором матче сборная Германии взяла реванш — 2:1; Хохрякову не удалось отличиться в этих матчах. В апреле 2013 года Пётр вошёл в состав сборной России на матчи Еврочелленджа, подготовительного турнира к чемпионату мира. Нападающий провёл четыре матча на соревновании, но набрать результативные баллы не сумел. В итоге игрок покинул расположение сборной, готовившейся к первенству мира.

## Происшествия
Хохрякова дисквалифицировали на четыре матча регулярного чемпионата Континентальной хоккейной лиги за атаку в голову форварда казанского «Ак Барса» Дмитрия Воронкова 12 декабря 2021 года. Воронков потерял сознание и был госпитализирован. Он вернулся на арену в сознании в тот же вечер.

## Семья
Старший брат Семён также занимался хоккеем и играл на позиции защитника. С 2005 по 2012 год он выступал за клуб «Челны».

## Статистика
| Легенда | Легенда                    | Легенда | Легенда                   | Легенда | Легенда    |
| ------- | -------------------------- | ------- | ------------------------- | ------- | ---------- |
| И       | Количество проведённых игр | Штр     | Штрафное время            | +/−     | Плюс-минус |
| Г       | Голы                       | П       | Голевые передачи          | О       | Очки       |
| -       | Статистика неизвестна      | —       | Статистика не учитывалась |         |            |

### Клубная карьера
- a В «Плей-офф» учитывается статистика игрока в Кубке Надежды.

### Международные соревнования
- Статистика приведена по данным сайтов r-hockey.ru и Eliteprospects.com.

## Достижения
Командные
| Год  | Команда        | Достижение                          | Достижение |
| ---- | -------------- | ----------------------------------- | ---------- |
| 2015 | СКА            | Серебряный призёр чемпионата России |            |
| 2015 | СКА            | Обладатель Кубка Гагарина           | [ 12 ]     |
| 2009 | Россия (студ.) | Чемпион Универсиады                 | [ 1 ]      |